# Konyaspor KIF
Konyaspor KIF är en fotbollsförening från Alby i Botkyrka kommun i Södermanland bildad 1989 som BK Konyaspor, namnändrad efter säsongen 1993. Klubben grundades av Sverigeturkar som lät uppkalla föreningen efter den turkiska fotbollsklubben Konyaspor. Föreningen sammanslogs 2006 med en annan svensk-turkisk förening, Topkapi IK från Kista, till Topkapi Konya KIF. Den sammanslagna föreningen återtog dock namnet Konyaspor KIF redan påföljande säsong. Sammanslagningen innebar att Konyaspor ärvde Topkapis plats i i division III 2006. Konyaspor har som bäst spelat i division II, detta skedde säsongerna 2011 till 2016.